# Dahuanggou
Dahuanggou (kinesiska: 大黄沟乡, 大黄沟) är en socken i Kina. Den ligger i provinsen Shandong, i den östra delen av landet, omkring 120 kilometer söder om provinshuvudstaden Jinan. Antalet invånare är 21550. Befolkningen består av 10 677 kvinnor och 10 873 män. Barn under 15 år utgör 17,0 %, vuxna 15-64 år 71 %, och äldre över 65 år 11,0 %.
Genomsnittlig årsnederbörd är 912 millimeter. Den regnigaste månaden är juli, med i genomsnitt 310 mm nederbörd, och den torraste är januari, med 4 mm nederbörd.